# Der Kommissar und …
Der Kommissar und … ist der Titel einer deutschen Fernsehkriminalreihe, die seit 2017 vom ZDF in unregelmäßigen Abständen im ZDF ausgestrahlt wird. Protagonist ist Kriminalhauptkommissar Martin Brühl, dargestellt von Roeland Wiesnekker.

## Inhalt
Kommissar Martin Brühl ist ein psychisch sehr labiler Ermittler, der seit einiger Zeit auf Psychopharmaka angewiesen ist und unter ständiger Kontrolle der LKA-Psychologin Susanne Koch steht. Gemeinsam mit ihr ermittelt er in Entführungsfällen, die ein besonderes Fingerspitzengefühl benötigen.

## Folgen
| Folge | Titel                            | Erstausstrahlung  | Regisseur    | Drehbuchautor                      | Einschaltquote (ZDF)  |
| ----- | -------------------------------- | ----------------- | ------------ | ---------------------------------- | --------------------- |
| 1     | Der Kommissar und das Kind       | 20. November 2017 | Andreas Senn | Christoph Darnstädt, Annette Simon | 5,74 Mio. (17,6 % MA) |
| 2     | Der Kommissar und die Wut        | 7. Dezember 2020  | Andreas Senn | Christoph Darnstädt                | 6,02 Mio. (18,6 % MA) |
| 3     | Der Kommissar und die Eifersucht | 16. Mai 2022      | Andreas Senn | Christoph Darnstädt                | 5,36 Mio. (19,5 % MA) |
| 4     | Der Kommissar und die Angst      | 29. April 2024    | Andreas Senn | Andreas Linke                      | 5,84 Mio. (23,3 % MA) |

## Kritik
Die goldenekamera.de beschreibt den Kommissar als: „Unrasiert, faltig, schwer übermüdet und von inneren Dämonen gequält: Roeland Wiesnekker verleiht seinem Kommissar Schlaflos viel Charisma und lässt den anderen Figuren trotzdem genug Freiraum. “
Martina Kalweit schrieb bei tittelbach.tv: „Anfangs kommt Roeland Wiesnekker als Kommissar mit Stofftasche eher behäbig daher. Dieser Mann versprüht weder Charme noch Intelligenz, ist eher der Zweifel auf zwei Beinen. Regisseur und Maske nutzen Wiesnekkers Physiognomie und sein Knautschgesicht. Das allein hat Wiesnekker in anderen Rollen allzu oft vorschnell auf den Verlierer festgelegt.“ „Buch und Figur überzeugen […] durch feinhumorige Zwischentöne. […] Dass er nicht zu den offensichtlich attraktiven Vertretern seiner Spezies gehört, ist Brühl klar. Im Spiegel mag es ihn ärgern, in Wirklichkeit aber macht es ihn frei. So findet er leichter Zugang zu anderen, die keinem Ideal entsprechen.“